# Dipartimento di Sélibabi
Il dipartimento di Sélibabi è un dipartimento (moughataa) della regione di Guidimagha in Mauritania con capoluogo Sélibabi.
Il dipartimento comprende 11 comuni:
- Sélibabi
- Souvi
- Baydam
- Wompou
- Gouraye
- Ghabou
- Arr
- Ajar
- Ould M'Bonny
- Tachott
- Hassi Cheggar